# Karabaş
Karabaş (türkisch: kara schwarz, dunkel; baş Kopf); auch Karabasch oder Karabash geschrieben, ist die Bezeichnung für eine Gruppe türkischer Hirtenhunde (türkisch: çoban köpeği; insbesondere Herdenschutzhunde), die durch eine schwarze Maske gekennzeichnet ist und zu der neben dem Kangal auch der Malaklı und der Karayaka gehören. Gelegentlich wird die Bezeichnung Karabaş auch synonym für den Kangal oder den Malaklı verwendet.